# Thane Camus
 (octobre 2018).
Si vous disposez d'ouvrages ou d'articles de référence ou si vous connaissez des sites web de qualité traitant du thème abordé ici, merci de compléter l'article en donnant les références utiles à sa vérifiabilité et en les liant à la section « Notes et références ».
Pour les articles homonymes, voir Camus.
Thane Camus (né le 27 novembre 1970) est une personnalité de télévision et acteur de nationalité américaine. Il est d'origine française. Son grand-oncle était le philosophe Albert Camus. Il émigra au Japon en 1980 et fit ses études dans une école à Fujisawa dans la préfecture de Kanagawa. Il entra à l'université Hofstra située à Long Island mais abandonna car le Japon, pays de son enfance, lui manquait. Il apparaît régulièrement dans l'émission Sanma Akashiya sur la chaîne Karakuri TV où il interroge des Japonais sur la langue anglaise et des étrangers sur la langue japonaise. Il a aussi fait son apparition en tant qu'invité dans de nombreuses autres émissions.